# پورت اوکانر (تگزاس)
پورت اوکانر، تگزاس(به انگلیسی: Port O'Connor, Texas) شهری در ایالت تگزاس از ایالات جنوبی ایالات متحده آمریکا است.